# Cartucho egipcio

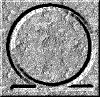
Jeroglífico de anillo con sello shen. Posible precedente del cartucho

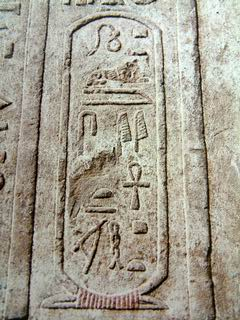
Cartucho de Ptolomeo

En la escritura jeroglífica egipcia un cartucho es el símbolo formado por un óvalo, y con una línea en un extremo tangente a él, indicando que el texto encerrado dentro es un nombre real.
Es la representación esquemática de una cuerda con sus extremos anudados rodeando el nombre del faraón y protegiéndolo para la eternidad. También servían para evitar una lectura equívoca, delimitando dónde empezaba y terminaba el nombre.
| V10 |

| V10 |

## Etimología
El nombre egipcio era shenu, proveniente del verbo sheni («circundar»), posiblemente derivado del anillo con sello: shen. El nombre moderno de cartucho es de origen francés (cartouche), así denominado por su semejanza con los cartuchos de munición utilizados por los soldados de Napoleón durante su expedición a Egipto, a finales del siglo XVIII.

## Historia
La manera más frecuente de representar un nombre real fue incluyendo su jeroglífico dentro de un cartucho. Surge a mediados de la dinastía II para denominar a los faraones Sened, Neferkasocar y Peribsen. También se usó en la dinastía III con Nebka y Huny, aunque solo se utilizó habitualmente desde la dinastía IV.